# 『クロック城』殺人事件
『『クロック城』殺人事件』（『クロックじょう』さつじんじけん）は、北山猛邦による日本の推理小説。

## 概要
2002年、第24回メフィスト賞を受賞した作者のデビュー作。受賞当時22歳。「『城』シリーズ」の第1作目。
ノベルス版では、トリックを図解した謎解き部分が袋とじにされ、帯には「本文208頁の真相を他人に喋らないでください」などと注意書きがされた。ミステリ作家の有栖川有栖が文庫版の巻末解説をしており、本作を「ブレイク前の習作などではない本格ミステリ」と絶賛している。

## 書籍情報
- 講談社ノベルス：2002年3月発行、ISBN 9784061822399
- 講談社文庫：2007年10月発行、ISBN 9784062758635、巻末解説 有栖川有栖

## あらすじ
1994年、表面積が地球のおよそ30倍という、観測史上最大の太陽黒点が発見され、その影響で世界各地が異常事態に見舞われ、1999年に世界は終わると決定づけられた。
そして1999年、終焉を迎えつつある世界。探偵の深騎の元に、ある依頼が舞い込む。
依頼人に従い、「クロック城」へ赴いた深騎たち。3つの時を刻む巨大な時計、無数の人面壁……、そして首なし遺体が次々と現れ始める。

## 登場人物
南 深騎（みなみ みき）
27歳。子どもの頃に火事で両親を亡くし、叔父に育てられた。叔父は探偵社を経営しており、彼に勧められ、深騎も探偵になった。
幼い頃から幽霊を見ることができ、ボウガンでその幻影を射抜くことで退治でき、探偵といっても幽霊退治専門の探偵である。
志乃美 菜美（しのみ なみ）
深騎の幼なじみ。ゲシュタルト理論に傾倒し、幽霊のことを「ゲシュタルトの欠片」と呼ぶ。深騎がつれない態度を取るので、時々不機嫌になる。
黒鴣 瑠華（くろう るか）
クロック城に住んでいる。17歳の美人。城からの外出を禁じられていた。城に古くから伝わる「スキップマン」と呼ばれる幽霊を退治してほしいと深騎に依頼する。不眠症。
黒鴣 心史（くろう しんじ）
瑠華の父親。博士。恋宮によると、遺伝子に関する研究をしているらしい。
黒鴣 鈴（くろう りん）
瑠華の弟。13歳。ナルコレプシーという睡眠障害を患っている。
天巳 隆三（あまみ りゅうぞう）
黒鴣家の執事。
天巳 護（あまみ まもる）
隆三の息子。クロック城を初めて訪れた時に未音の美しさに心を奪われ、それ以来献身的に世話をしている。
クロス
クロック城の滞在者。「真夜中の鍵」を探している。十一人委員会の第三の天使（サード・クロス）。全身白の服に身を包み、髪はブロンド、瞳は青みがかっている。30歳前後。
御都 りえ（みと りえ）
クロック城の滞在者。クロスの助手。
黒鴣 修史（くろう しゅうじ）
瑠華の叔父。
黒鴣 伶馬（くろう れいま）
修史の息子、博士の甥。18歳。
恋宮博士（こいみや）
黒鴣博士の助手。ハスキーボイス。
黒鴣 未音（くろう みおん）
瑠華の姉。「現在の館」の4階で眠り続けている女性。この世のものとは思えない美しさ。護が世話をしている。
セティア・ドール
瑠華の母親。フランス人。故人。
五月 キキョウ（さつき キキョウ）
SEEMの一員。中隊長。瑠華が「真夜中の鍵」だと考え、その行方を探している。

## 作中用語
ゲシュタルトの欠片
ぼんやりと現れる幻影。大抵の人間が幽霊と呼ぶもの。「ゲシュタルト」とは心理学などで用いられる「全体」の理論。
クロック城
18世紀にフランスで築城され、現在は日本に移築されている古城。正式名称は「ジョフロワの館」。窓が少なく、巨大な時計が3つ掲げられている。
3つの大時計
クロック城を象徴する時計。真ん中が現在の時刻を、左が10分遅れた過去の時刻を、右が10分進んだ未来の時刻を指している。館も現在・過去・未来に分かれている。
スキップマン
クロック城に古くから伝わる幽霊。元々はフランス語で「Sautez la Personne」（＝飛び跳ねる者）と呼ばれていた。時間に穴を空けて歩き、人を呪い殺す。城がまだフランスにあった頃、スキップマンによるものと思われる事件が何件か起きた。
SEEM
アメリカで発足した、「世界を守る」ための民間団体。世界を終わらせる可能性があるものを、手段を問わず排除する。ある意味でテロリスト集団。
真夜中の鍵
SEEMにとっては「世界を終わらせる可能性がある存在」、十一人委員会にとっては「世界を救うことができる存在」。
十一人委員会
詳細不明。クロスが属する組織。規模はSEEMを遥かに凌ぐ。委員には皆“クロス”の名が与えられる。「真夜中の鍵」を求めて世界を飛び回っている。
インサイド
「クロス」の名を持つ者だけが作ることのできる結界のようなもの。インサイドの内部は十一人委員会の監視下に置かれる。

## 海外への翻訳
- 中国・吉林出版集団有限責任公司：“钟城”杀人事件、2010年3月発行、ISBN 9787546322261
- 韓国・鶴山文化社 Book Holic：클락성 살인사건 、2010年4月発行、ISBN 9788925811482